# Diễn đàn Châu Á Bác Ngao
Diễn đàn châu Á Bác Ngao (tiếng Anh: Boao Forum for Asia - viết tắt là BFA; tiếng Hoa: 博鳌亚洲论坛; bính âm: Bó'áo Yàzhōu Lùntán, Hán-Việt: Bác Ngao á châu luận đàm) là một diễn đàn kinh tế quốc tế mang tính phi chính phủ và phi lợi nhuận dành cho các nhà lãnh đạo chính phủ, doanh nghiệp và các nhà nghiên cứu của các nước châu Á và các châu lục khác, nhằm chia sẻ tầm nhìn về mọi vấn đề trong khu vực và trên thế giới. Diễn đàn này dường như được tổ chức trong tinh thần thay thế Diễn đàn Kinh tế Thế giới ở Davos, Thụy Sĩ.
Khởi xướng từ năm 1998 do Fidel V. Ramos - cựu tổng thống Philippines, Bob Hawke - cựu thủ tướng chính phủ Úc và Morihiro Hosokawa - cựu thủ tướng chính phủ Nhật Bản, Diễn đàn châu Á Bác Ngao được chính thức thành lập vào tháng 2 năm 2001, và được tổ chức thường niên tại Bác Ngao (bính âm: Boao), Hải Nam, Trung Quốc mặc dù Ban thư ký của nó có trụ sở tại Bắc Kinh.
Trong một vài lần tổ chức, diễn đàn đã tập trung vào vấn đề Trung Quốc gia nhập Tổ chức Thương mại Thế giới cũng như Khủng hoảng kinh tế châu Á 1997. Năm 2008, diễn đàn có sự tham gia của những người đứng đầu chính phủ các quốc gia: Úc, Pakistan, Na Uy và Kazakhstan. Đây cũng là dịp gặp gỡ lịch sử giữa phó tổng thống Trung Hoa Dân quốc (Đài Loan) Vincent Siew và chủ tịch Cộng hòa Nhân dân Trung Hoa Hồ Cẩm Đào.

## Tham gia của Việt Nam
Năm 2009, Thủ tướng Nguyễn Tấn Dũng đã tham gia và có bài diễn văn quan trọng tại hội nghị.
Năm 2012. Phó Thủ tướng Hoàng Trung Hải đại diện Chính phủ Việt Nam có mặt tại Bác Ngao.
Năm 2013, Việt Nam không có đoàn cấp cao tham dự. Không chỉ Việt Nam, lãnh đạo các nước đang có tranh chấp biển với Trung Quốc như Philippines, Malaysia và Nhật Bản cũng vắng mặt.